# Trichoneura
Trichoneura és un gènere de plantes de la subfamília de les cloridòidies, família de les poàcies. És originari d'Amèrica i de l'Àfrica tropical.
El gènere fou descrit per Nils Johan Andersson i publicat a Kongliga Svenska Vetenskaps Academiens Handlingar, n.s. 1853: 148. 1855.
Etimologia
El nom del gènere deriva de les paraules gregues thrix (pèl) i neuron (nervi), referint-se als nervis ciliats de la lema.

## Taxonomia
| - Trichoneura arenaria - Trichoneura bontocensis - Trichoneura ciliata - Trichoneura elegans - Trichoneura leusinoides - Trichoneura formosensis - Trichoneura grandiglumis - Trichoneura hirtella - Trichoneura hookeri - Trichoneura javanensis - Trichoneura lindleyana | - Trichoneura madagascariensis - Trichoneura madrasensis - Trichoneura mollis - Trichoneura munroi - Trichoneura nepalensis - Trichoneura schlechteri - Trichoneura terebrina - Trichoneura umbripennis - Trichoneura umbrosa - Trichoneura weberbaueri - Trichoneura weberlaueri |